# Bni Tsiriss
Bni Tsiriss  (in arabo بني تسيريس‎?) è un centro abitato e comune rurale del Marocco situato nella provincia di Sidi Bennour, regione di Casablanca-Settat. Conta una popolazione di 14 067 abitanti (censimento 2014).